# Cyrtanthus brachyscyphus
Cyrtanthus brachyscyphus es una planta herbácea, perenne y bulbosa de atractivas flores, perteneciente a la familia de las amarilidáceas. Es originaria de Sudáfrica, distribuyéndose desde la provincia Oriental del Cabo hasta  KwaZulu-Natal. Es una especie perennifolia con flores de color rojo o anaranjado, péndulas y con forma de trompeta.  Florece desde finales del verano a principios del otoño.

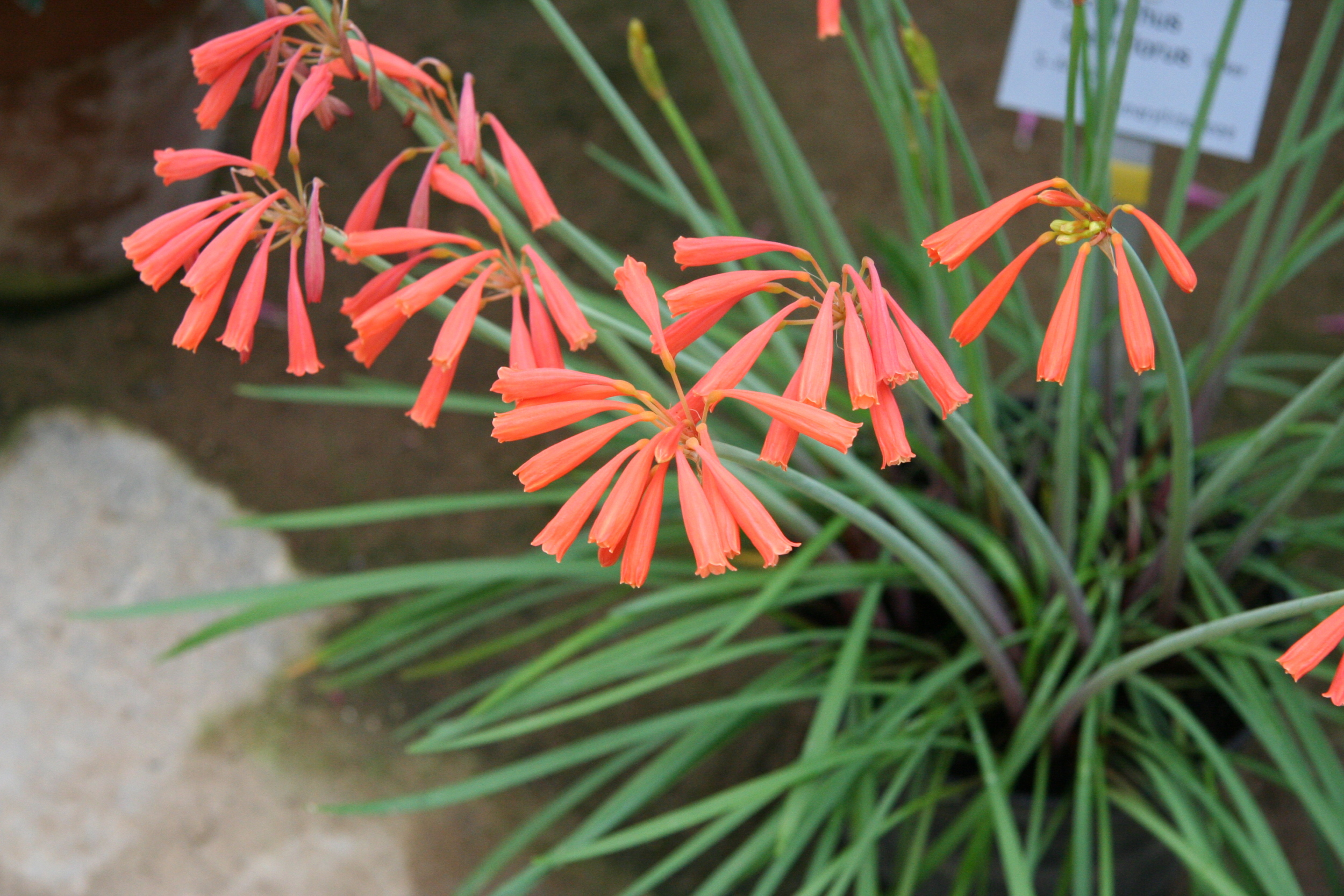
Inflorescencia

## Taxonomía
Cyrtanthus brachyscyphus fue descrita por el botánico inglés, John Gilbert Baker y publicado en Handbook of the Amaryllideae 55, en el año 1888.
Etimología
Cyrtanthus: nombre genérico que fue acuñado por William Aiton en 1789 y que proviene del griego «kyrtos», que significa curvado y «anthos», flor, en referencia a las flores con forma de tubo curvado que presentan varias especies del género.
brachyscyphus: epíteto latino que significa "con copa pequeña".
Sinonimia
- Cyrtanthus rectiflorus Baker, Handb. Amaryll.: 56 (1888).
- Cyrtanthus parviflorus Baker, Gard. Chron. 1891(1): 104 (1891).[7]